# Sächsische Provinzbahnen
Die Sächsische Provinzbahnen GmbH in Halle (Saale) war eine Verwaltungsorganisation in der  Sowjetischen Besatzungszone.
Sie wurde zum 1. Januar 1947 vom Ministerium für Wirtschaft und Verkehr mit dem Zweck gegründet, die Betriebsführung der zu diesem Zeitpunkt   verstaatlichten Kleinbahnen  und Privatbahnen in der Provinz Sachsen zu übernehmen. Sie trat damit die Nachfolge der zuvor aufgelösten Kleinbahnabteilung des Provinzialverbandes Sachsen an. 
Die Sächsische Provinzbahnen GmbH übergab ihrerseits zum  1. April 1949  die von ihr verwalteten Klein- und Privatbahnen der Verwaltung und Nutznießung der Deutschen Reichsbahn. 